# Holmtjärnen (Arvidsjaurs socken, Lappland, söder om Jerfojaur)
Holmtjärnen är en sjö i Arvidsjaurs kommun i Lappland och ingår i Byskeälvens huvudavrinningsområde.